# Timothy Williams
Pour les articles homonymes, voir Williams.
Timothy Williams est un écrivain britannique bilingue (anglais et une autre langue) né en 1946, auteur de cinq romans en anglais qui mettent en scène le commissaire Piero Trotti, personnification, selon certains critiques, de l'Italie moderne. Parmi ces livres, Black August a été récompensé par le prix de la Crime Writer's Association. Ses romans ont été traduits en français, danois, russe, bulgare, polonais et japonais.
Le premier roman en français, Un autre soleil a été publié en mars 2011 dans la collection Rivages/Noir

## Biographie
Williams est né à Walthamstow (Essex, désormais Londres) et a suivi ses études à la Woodford Green Preparatory School, la Chigwell School puis à l'université de St Andrews. Il a vécu en Italie et en Roumanie, où il travaillait pour le British Council.
Williams fait partie du cercle restreint des auteurs de langue anglaise publiant des romans policiers se déroulant en Italie (en compagnie de Magdalen Nabb, Michael Dibdin et Donna Leon, anglais eux aussi, et tous nés au milieu des années 1940). Death of an Englishman de Magdalen Nabb fut publié en 1981, suivi de près par Parallèles Convergentes, signé Timothy Williams, l'année suivante. Williams est également l'auteur d'une série de romans policiers à paraître dont l'action se déroule aux Antilles françaises et dont le personnage central est une femme juge d'instruction, Anne Marie Lavaud.  Williams, qui a obtenu la nationalité française, vit à Pointe-à-Pitre, en Guadeloupe, où il enseigne l'anglais au lycée de Baimbridge.
Pour the Observer Timothy Williams est un des dix meilleurs écrivains de polar non anglophones.

## Arrière-plan culturel
Le commissaire Trotti enquête dans une petite ville du Nord de l'Italie, sur la rivière Pô, dont le nom n'est jamais donné au lecteur (et dans laquelle certains critiques ont cru, à tort, reconnaître Padoue), et sa carrière couvre une large partie de la Première République, de la période dite du « miracle italien » aux « années de plomb ». Durant ces années où la Polizia di Stato a fort à faire, les investigations de Trotti le confrontent aux problèmes qui grèvent la  
société italienne : terrorisme, instabilité politique, corruption, le socialisme sous Craxi, l'opération Mains Propres (Mani Pulite), et surtout, la dégradation des rapports sociaux. Elle considère Parallèles convergentes comme « une très bonne peinture de l'Italie à l'heure des brigades rouges ».
S'appuyant sur un style minimaliste où les dialogues contribuent en grande partie à faire avancer l'intrigue, Williams a parfois été considéré comme un auteur difficile. Un critique a ainsi déploré le fait que ses romans donnaient l'impression d'être des traductions de l'italien. Cependant dans Madame Figaro, on a écrit au sujet du Montreur d'ombres, « D'une écriture cursive et drue proprement fascinante, Williams démonte les arcanes d'une Italie corrompue, bafouée, aux mains des sociétés secrètes, comme on pratique une autopsie ».  Certains lecteurs trouvent pour leur part que le rythme et la tension dramatique sont par trop sacrifiés au profit d'une étude sociologique et politique, et que le soupe au lait commissaire Trotti, accro aux bonbons à la rhubarbe, est trop lent et trop bavard à leur goût.

## Personnages
Les personnages qui habitent ces romans, connaissances, collègues, criminels ou simples passants, offrent une large galerie de portraits de l'italien typique. L'auteur utilise souvent des personnages secondaires pour illustrer le penchant des italiens pour les dialogues labyrinthiques aux références sibyllines.
Le cynisme de Piero Trotti, résultat d'une enfance passée sous le fascisme et de la perte d'un frère lors de la guerre civile 1943-45, s'accompagne pourtant d'un optimisme inébranlable. Lorsque l'on parvient au cinquième roman, cet optimisme se fait plus rare. La femme de Trotti l'a quitté et vit aux États- Unis. Certaines femmes sont sensibles à son charme, mais il est tourmenté à cause de sa fidélité au mariage.
Les personnages principaux, Trotti et ses deux seconds, utilisent une langue plus sobre et plus directe. Trotti, personnage peu expressif, semble totalement indifférent aux relations humaines, mais ses deux lieutenants forment une équipe soudée avec leur exigeant mentor. L'un d'eux, Magagna, finit pourtant par quitter Milan, en partie pour échapper à l'influence écrasante de Trotti. Pisanelli, qui le remplace comme faire-valoir, ne parvient jamais à s'éloigner de l'orbite du commissaire, et se met à avoir pour lui un mélange d'admiration et de ressentiment.
Dans les premiers romans, la fille de Trotti, Pioppi, est anorexique, maladie qui continue de hanter Trotti longtemps après sa guérison, et le conduit à remettre en question son rôle de père. Mais dans les derniers romans, Trotti est devenu le grand-père de deux petites-filles qui donnent un sens à sa vie.

## Romans guadeloupéens
Fraîchement débarquée en Guadeloupe, Anne-Marie Laveaud, juge d’instruction de Pointe-à-Pitre, est chargée de l'enquête du meurtre d'un riche Béké. Anne-Marie est à la fois ambitieuse, honnête et obstinée - ce qui n'arrange personne dans un département où la loi républicaine est  bafouée avec impunité. Un autre soleil est le premier roman d'une trilogie antillaise.
En écrivant dans le quotidien guadeloupéen, un lecteur a dit: J'ai beaucoup apprécié.. livre, surtout son style. Une fois qu'on a commencé on a du mal à décrocher. Ce livre est une belle peinture de la société guadeloupéenne.
Un autre lecteur a écrit: J'ai aimé ce livre car il est à la fois un roman policier et une représentation d'une époque.  Il n'est pas moraliste et il ne fait l'éloge de rien car il décrit un réel sans jugement. Enfin, il y a une vraie histoire avec sa mécanique et son intrigue.

## Œuvres en anglais
- Converging Parallels (Londres: Gollancz, 1982;  (ISBN 978-0-575-03125-8))
- The Puppeteer (Londres: Gollancz, 1985;  (ISBN 978-0-575-04753-2))
- Persona Non Grata (Londres: Gollancz, 1987;  (ISBN 978-0-575-04082-3))
- Black August (Londres: Orion, 1992;  (ISBN 978-0-575-05307-6))
- Big Italy (Londres: Orion, 1996;  (ISBN 978-0-575-05929-0))

## Œuvres en français
- Un autre soleil  (Rivages) 2011;  (ISBN 2-7436-2216-4)

## En traduction française
- Parallèles convergentes (Fleuve noir)
- Le Montreur d'ombres (Rivages)
- Persona non grata (Rivages)